# نيا بيبلس
نيا بيبلس (بالإنجليزية: Nia Peeples)‏ هي مغنية وممثلة أمريكية، ولدت في 10 ديسمبر 1961 بهوليوود في الولايات المتحدة.

## أعمال

### مسلسلات
- الكاذبات الصغيرات الجميلات
- جوال تكساس ووكر

## وصلات خارجية
- نيا بيبلس على موقع IMDb (الإنجليزية)
- نيا بيبلس على موقع ألو سيني (الفرنسية)
- نيا بيبلس على موقع ميوزك برينز (الإنجليزية)
- نيا بيبلس على موقع أول موفي (الإنجليزية)
- نيا بيبلس على موقع قاعدة بيانات الأفلام السويدية (السويدية)
- نيا بيبلس على موقع إن إن دي بي (الإنجليزية)
- نيا بيبلس على موقع أول ميوزيك (الإنجليزية)
- نيا بيبلس على موقع ديسكوغز (الإنجليزية)
- نيا بيبلس على موقع قاعدة بيانات الفيلم (الإنجليزية)
- نيا بيبلس على موقع كينوبويسك (الروسية)